# Чапля південна
Чапля південна (Bubulcus coromandus) — вид пеліканоподібних птахів родини чаплевих (Ardeidae).

## Поширення
Вид поширений в Південній та Південно-Східній Азії. З 1940-х років почав колонізувати Австралію, поширившись на півночі та сході континенту. З 1960-х років почав траплятися в Новій Зеландії. Хоча чапля південна іноді харчується на мілководді, на відміну від більшості чапель, вона зазвичай трапляється на полях і сухих трав'янистих місцях існування, що відображає її більшу залежність у харчуванні від наземних комах, а не від водної здобичі.

## Опис
Велика чапля з розмахом крил 88–96 см; тіло завдовжки 46–56 см, вага 270—512 г. Птах має відносно коротку товсту шию, міцний дзьоб і згорблену поставу. Доросла особина, яка не розмножується, має переважно біле оперення, жовтий дзьоб і сірувато-жовті ноги. Чапля південна відрізняється від чапля єгипетської шлюбним оперенням, коли рудий колір з голови поширюється на щоки та горло, а перо більш золотистого кольору. Дзьоб і передплюсна в середньому довші. Він також менший і має коротші крила. У нього білі щоки і горло, але шлюбні пера золоті.